# 43 (število)
43 (tríinštírideset) je naravno število, za katero velja 43 = 42 + 1 = 44 - 1.

## V matematiki
- najmanjše število, katerega vsota njegovih števk je enaka 43 je 79999 (7+9+9+9+9=43).
- najmanjše praštevilo, ki ni Čenovo praštevilo.
- peto srečno praštevilo.
- četrti člen Sylvestrovega zaporedja: 43 = 2 · 3 · 7 + 1.
- Gaussovo praštevilo brez imaginarnega ali realnega dela oblike {\displaystyle 4n+3}.
- -43 je Heegnerjevo število.

## V znanosti
- vrstno število 43 ima tehnecij (Tc).

## Drugo

### Leta
- 443 pr. n. št., 343 pr. n. št., 243 pr. n. št., 143 pr. n. št., 43 pr. n. št.
- 43, 143, 243, 343, 443, 543, 643, 743, 843, 943, 1043, 1143, 1243, 1343, 1443, 1543, 1643, 1743, 1843, 1943, 2043, 2143